# گذرنامه مونته‌نگرویی

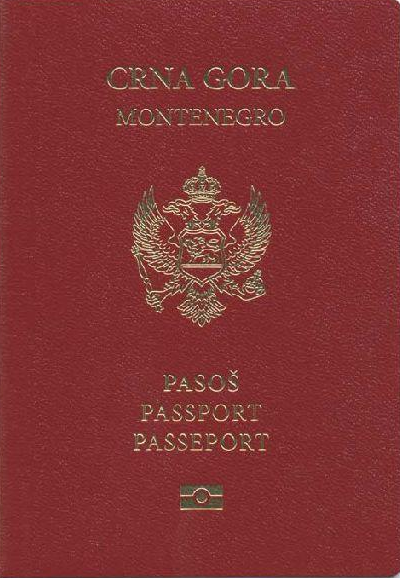
نمایی از یک‌نسخه گذرنامهٔ مونته‌نگرویی در سال ۲۰۱۶

گذرنامهٔ مونته‌نگرویی یک مدرک سفر بین‌المللی است که توسط کشور مونته‌نگرو صادر می‌شود و بنا بر داده‌های سال ۲۰۲۳، دارندگان آن می‌توانستند به ۱۲۴ کشور دیگر بدون دریافت ویزا سفر کنند یا ویزا را در بدو ورود دریافت نمایند. این گذرنامه بر اساس رتبه‌بندی شاخص گذرنامهٔ هنلی در سال ۲۰۲۳ در رتبهٔ ۴۲ قرار داشت.